# John E. Leslie
John Ethelbert Leslie (geboren als Hans Adalbert Lehwirth 13. Oktober 1910 in Wien, Österreich-Ungarn; gestorben 23. April 1991) war ein austroamerikanischer Finanzmakler.

## Leben
Hans Lehwirth war ein Sohn des Arztes Julius Lehwirth (Lewin) und der Valerie Lawetzky. Er studierte Jura an der Universität Wien und wurde 1932 promoviert, danach besuchte er die Konsularakademie. Lehwirth arbeitete von 1934 bis 1936 als Sekretär am Bundesgerichtshof und danach als Rechtsanwalt. Nach dem Anschluss Österreichs 1938 emigrierte er in die USA. Er änderte seinen Namen. 
Leslie studierte Ökonomie an der Columbia University und machte 1942 einen M.Sc. Von 1941 bis 1946 arbeitete er als Rechnungsprüfer bei Arthur Andersen, danach bei der Steuerberatungsfirma R. G. Rankin. 
1955 wurde er Partner beim Börsenmakler C. Bache und wurde 1956 Filialleiter in Frankfurt am Main. C. Bache war der erste US-amerikanische Börsenmakler nach dem Zweiten Weltkrieg in Deutschland. 1968 wurde er CEO bei C. Bache und von 1969 bis 1978 Chair of the Board. Nach seiner Pensionierung wurde C. Bache 1981 von Prudential aufgekauft.
Leslie wurde 1962 Honorarkonsul Österreichs in New York. Er war Präsident der österreich-amerikanischen Handelskammer und Gründer der American Austrian Foundation. Er war mit der US-Amerikanerin Miriam Paul Leslie verheiratet.